# Афропітек
Афропітек (Afropithecus) — рід викопних приматів, які жили в Африці й Аравії в епоху міоцену, 16-18 млн років тому. Назва роду була дана Річардом Лікі в 1986 році. У роду налічується лише два види — Afropithecus turkanensis і Afropithecus leakeyi (геліопітек). Деякі автори виділяють їх в окрему родину афропітециди (Afropithecidae), або в підродину афропітеціни (Afropithecinae) в родині проконсуліди (Proconsulidae).

## Анатомія
Як багато інших викопних решток вузьконосих мавп, афропітек відрізняється за будовою зубів, зокрема, за великими вираженими різцями і маленькими іклами. Шар емалі товстий, придатний для розгризання горіхів й іншої їжі з жорсткою оболонкою. Ця особливість створила для афропітека еволюційну перевагу в порівнянні з проконсулом та іншими ранішими видами мавп, що і дозволило розширити ареал проживання з Африки в Євразію (грифопітек). За будовою скелета афропітек нагадує як Proconsul nyanzae, так і сівапітека. За деякими примітивним рисами в будові черепа афропітек схожий навіть на череп єгиптопітека.
Відрізняють афропітека від проконсула великі розміри тіла та маленькі, вузькі, подовжені орбіти очей. Подібність є також з камояпітеком, моротопітеком і анойяпітеком. Більшість авторів вважає, що цей вид є стовбуровим серед вузьконосих мавп, або спорідненим з нині існуючими великими (орангутан, горила, шимпанзе), а можливо і малими (гібонові) людиноподібними мавпами.